# Kayl
Kayl (en luxemburgués Käl o Keel), es una comuna luxemburguesa que se encuentra en el cantón de Esch-sur-Alzette, en el sur del Gran Ducado. 

## Geografía
La comuna de Kayl se sitúa en el sur del país. Hace frontera con Francia y con las comunas luxemburguesas de Rumelange, Esch-sur-Alzette, Schifflange, Bettembourg y Dudelange.

## Localidades
- Kayl
- Tétange

## Historia
La historia de la comuna de Kayl se remonta a la edad prehistórica. De esta época son las piedras talladas llamadas sílex de Tétagne.
De la época medieval data la construcción, en el curso del río Kalybach, de un bastión fortificado. Este contaba con una construcción central rodeado por murallas, cuatro torres dirigidos a los puntos cardinales y una zanja defensiva. Del castillo, que data del siglo XIII, apenas subsisten los cimientos, descubiertos durante unos trabajos de saneamiento del Kaylbach en los años 70.

## Economía
Durante siglos, la actividad principal de Kayl fue la agricultura, que han dejado huella en la comuna, como por ejemplo en las granjas de época barroca. La situación cambió cuando, a partir de 1840 se descubrieron yacimientos ferriféreos, lo que provocó la aparición de una floreciente industria, que no se limitaba únicamente a las actividades mineras, sino que iban más allá: fundición de metales, lámparas de gas acetileno, calzado para las actividades mineras e industriales, que con el tiempo pasó a fabricar todo tipo de calzado.  
El cese de la actividad minera tuvo lugar en 1978, provocando con ello la desaparición de mucha industria auxiliar alrededor de las actividades mineras, a excepción de la fundición de metales. Ello provocó una disminución en el número de habitantes.
La vieja fábrica del calzado, que en su momento de mayor esplendor llegó a emplear a setenta personas, cerró sus puertas en 1966, tras el declive de la actividad siderúrgica. Durante un tiempo sirvió como almacén para material de oficina, y fue finalmente adquirido por la comuna de Kayl en 1980. A partir de 1990, el edificio fue reformado y sirve como centro cultural.

## Patrimonio
De la comuna de Kayl destaca el Monumento Nacional de los Mineros. El monumento tiene objetivo de conmemorar a todos los mineros que perdieron la vida durante la ejecución de su trabajo. La iniciativa de construir un edificio de este tipo se remonta a 1938. La comuna, de hecho, pone el terreno a disposición, y en 1939/1940 fue organizada una lotería para su financiación. Los estragos de la Segunda Guerra Mundial provocaron, sin embargo, largos retrasos en la puesta en marcha del proyecto. La primera piedra se puso en 1953, y el monumento fue finalmente inaugurado el 8 de septiembre de 1957. Se trata de un conjunto de diecinueve paneles con los nombres grabados de más de 1400 mineros que perdieron la vida. Otros paneles ofrecen escenas de la vida los mineros. Una torre de 41 metros de altura, con una cruz en la parte superior, ofrece una vista panorámica de la zona. En marzo de 1978, la zona fue declarada como Monumento Nacional de los Mineros.

## Demografía
| Posición | Nacionalidad | Población |
| -------- | ------------ | --------- |
| 1        | Luxemburgo   | 5756      |
| 2        | Portugal     | 1907      |
| 3        | Francia      | 376       |
| 4        | Italia       | 207       |
| 5        | Montenegro   | 198       |
| 6        | Bélgica      | 85        |
| 7        | Alemania     | 77        |
| Otros    | Otros        | 617       |

| Gráfica de evolución demográfica de Kayl entre 1821 y 2020                  |
|                                                                             |
| Datos de STATEC para el período 1821-2016. A partir de 2017, datos de CTIE. |

## Comunicaciones
En cuanto al transporte ferroviario, la comuna de Kayl tiene dos estaciones: la estación de Kayl (puesta en servicio en 1860) y la estación de Tétange.
La comuna es atravesada por la carretera nacional 31 y por la carretera nacional 33, así como por la autopista A13.

## Política
Composición del consejo municipal de la comuna de Kayl
|  | CSV        | 5 | 3 | 3 | 4 |
|  | DP         | 2 | 2 | 2 | 2 |
|  | Los Verdes |   |   | 2 | 2 |
|  | LSAP       | 6 | 8 | 6 | 5 |

## Personajes ilustres
- Roger Thull (1939-), ciclista luxemburgués.
- Camillo Felgen (1920-2005), cantante, letrista y presentador de televisión.
- Lisa Wengler (1992-), futbolista.